# 1450 az irodalomban
Az 1450. év az irodalomban.

## Születések
- augusztus 18. – Marko Marulić raguzai horvát humanista, költő († 1524)
- 1450 körül – Jacques Lefèvre d’Étaples francia katolikus pap, filozófus, humanista, vallási reformátor, Biblia-fordító († 1536 körül)